# Brise-roche hydraulique
Pour les articles homonymes, voir BRH.

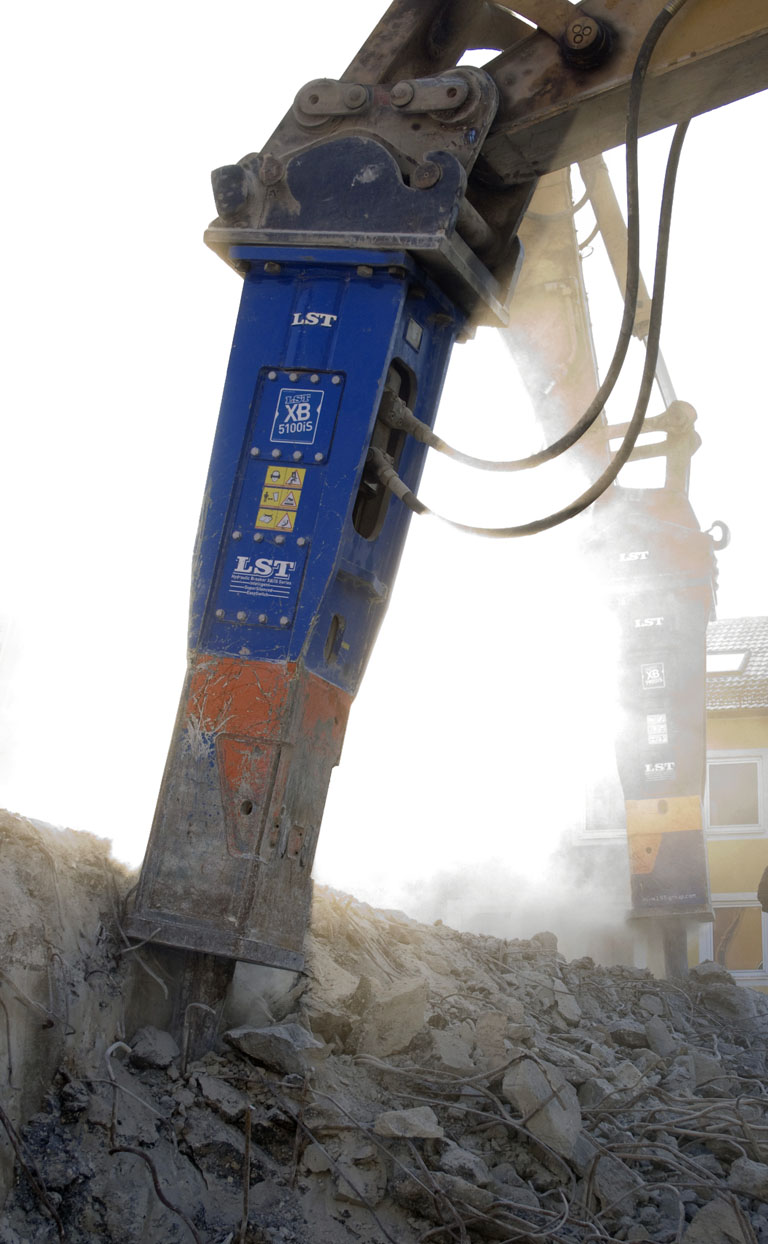
Un brise-roche hydraulique.

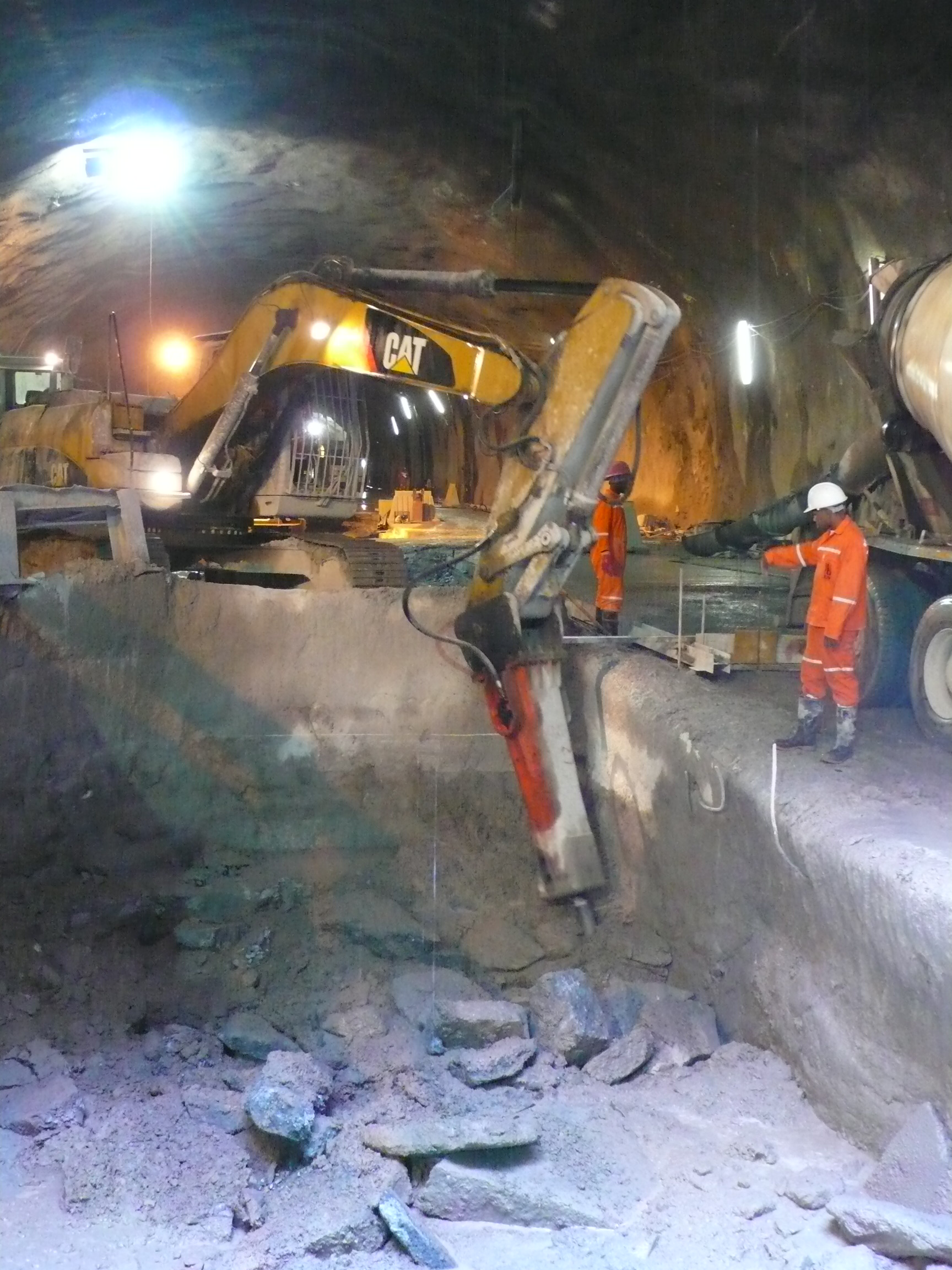
Un brise-roche hydraulique monté sur une pelleteuse.

Un brise-roche hydraulique (BRH) est un outil se connectant à l'extrémité du bras articulé d'une pelleteuse, destiné à l'abattage minier ou à l'abattage de roche (généralement pour le BTP) ou encore à la destruction d'obstacles durs (roches et bétons principalement).
Il agit à la manière d'un marteau-piqueur de grande taille.

## Utilisations
Le brise-roche hydraulique est principalement utilisé dans les travaux de terrassement du BTP et pour la déconstruction, mais il peut aussi être utilisé pour préparer un concassage primaire, ou encore pour des aménagements sportifs, de rivière, travaux hydrauliques ou piscicoles.
Le brise-roche hydraulique est parfois détourné pour le battage de pieux métalliques, ou de bois, dans le cas des gros tuteurs utilisés pour la plantation d'arbres.

## Évolutions techniques et du marché

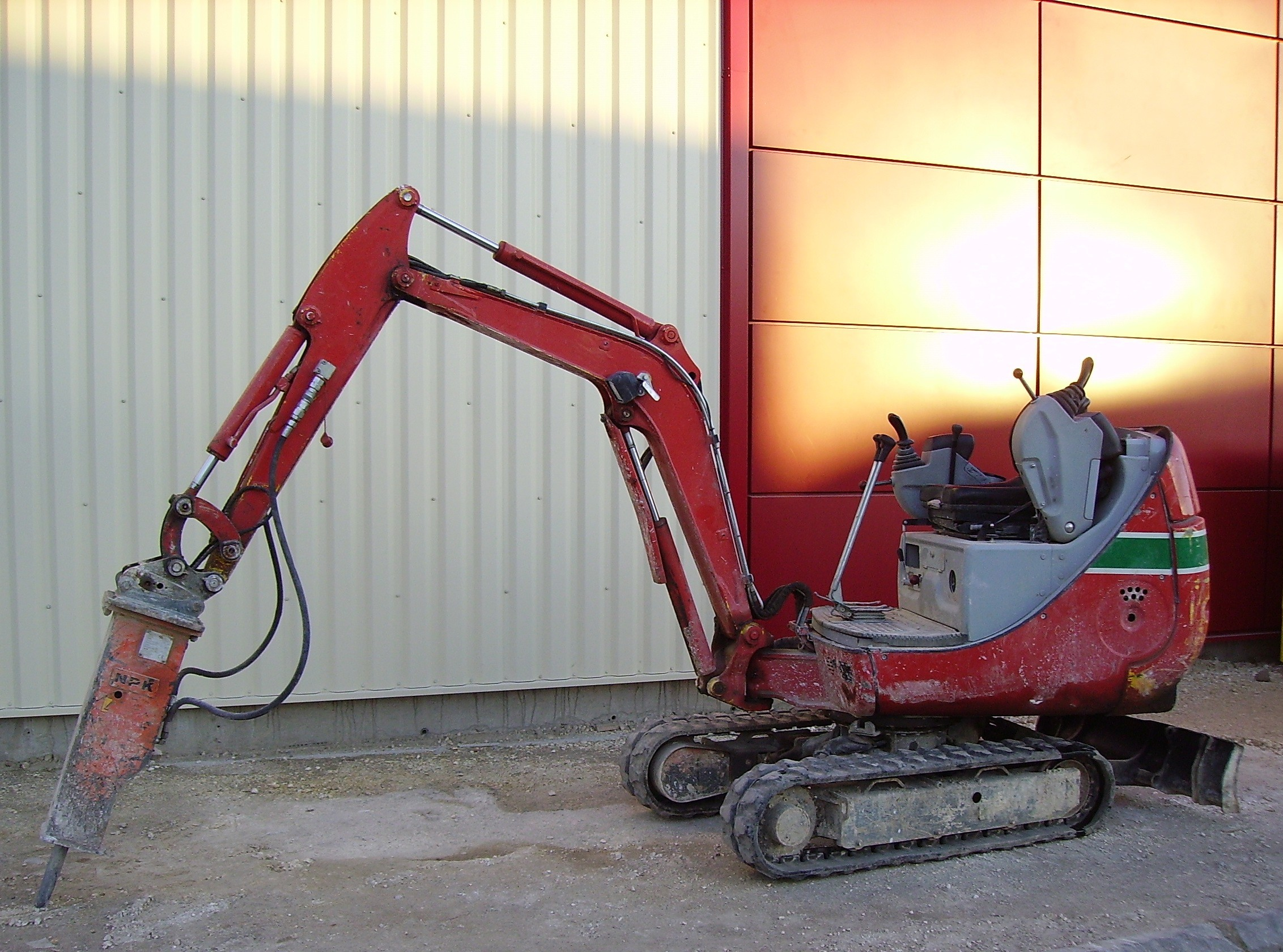
BRH NPK monté sur une minipelle Wacker Neuson.

Le marché des brise-roches de petite taille, adaptable aux minipelles s'est fortement développé depuis la fin du XXe siècle.

## Risques
- Si vous ne connaissez pas le sujet, laissez ce bandeau (vous pouvez alors contacter les auteurs).
- Si vous supprimez le contenu mis en cause (vous pouvez préalablement contacter les auteurs),

argumentez précisément cette suppression dans la page de discussion
(un manque de référence n'est pas un argument ; une recherche réelle de référence doit avoir été effectuée, être formellement documentée).
Les vibrations et le bruit sont des sources de nuisance pour le voisinage, et de maladies du travail.
L'opérateur et le personnel du chantier peuvent être exposés à l'inhalation de particules indésirables (silice source de silicose, amiante présent dans certains bétons, bâtiments ou enrobés routiers, radionucléides dans certains contextes miniers ou de démolition). Il convient d'avoir bien vérifié qu'aucune conduite active de gaz, d'eau ou d'électricité, munition non explosée, cuves de fuel ou produits toxiques solides, gazeux ou liquide ne sont présentes dans la zone affectée par le brise-roche.